# El corredor de la suerte
El Corredor De La Suerte es el octavo álbum de Mikel Erentxun, publicado en 2006, contiene 20 canciones, entre los cuales se encuentran los sencillos "Cartas de Amor", "Solo Tú" y "Arde Madrid". 
La producción del disco fue realizada por el propio Erentxun.
Todas las canciones están compuestas por Mikel Erentxun y por el poeta donostiarra José María Cormán.
La fotografía del interior y el arte del álbum, es diseñado por el propio Mikel Erentxun

## Lista de canciones
Disco 1
1. Cartas de amor (Cuando no hay amor)
2. Marcos y Nerea
3. Locuras
4. Amigos de guardia
5. Sólo tú
6. Lifting
7. Visitantes
8. Esta vez
9. Sweet home Louisiana
10. Dispárame un tequiero

Disco 2
1. Arde Madrid
2. Roma en el espejo
3. Tardes de lluvia, mañanas de sol
4. Generación
5. Moneda de tres caras
6. 1977
7. Placebo
8. Todo llega
9. Escribo tu pelo negro
10. Me recuerdas a mí cuando era yo

## Sencillos
1. Cartas de Amor
2. Solo Tú
3. Arde Madrid

## Músicos
- Voces, guitarra acústica, teclados: Mikel Erentxun:
- Guitarra acústica:  Diego Galaz, Fran Iturbe, Juan Aguirre, Lloyd Cole, Mikel Erentxun
- Bajo – Manolo Mejías, Txarlie Solano
- Batería: Rufo Urbina
- Guitarra eléctrica: Charlie Casey, Fran Iturbe, Juan Aguirre
- Armónica: Eva Amaral, Lloyd Cole
- Piano, Órgano [Hammond B3], Glockenspiel:  Joserra Senperena
- Guitarra Steel: Melvyn Duffy
- Violín, Mandolin: Diego Galaz

- Datos: Q25410029